# Eohyllisia strandi
Eohyllisia strandi är en skalbaggsart som beskrevs av Stefan von Breuning 1943. Eohyllisia strandi ingår i släktet Eohyllisia och familjen långhorningar.
Artens utbredningsområde är Kenya. Inga underarter finns listade i Catalogue of Life.